# Ramela
Ramela é uma povoação portuguesa sede da Freguesia de Ramela do Município da Guarda, freguesia com 10,16 km² de área e 181 habitantes (censo de 2021), tendo, por isso, uma densidade populacional de 17,8 hab./km².
No lugar de Aldeia Nova realiza-se todos os anos na madrugada de Domingo de Páscoa a Procissão da Senhora da Noite.
A esta freguesia pertencem os lugares de: 
- Aldeia Nova
- Aldeia Ruiva
- Dominga Feia
- Ramela
- Serra da Borja

## Demografia
A população registada nos censos foi:
| Distribuição da População por Grupos Etários | Distribuição da População por Grupos Etários | Distribuição da População por Grupos Etários | Distribuição da População por Grupos Etários | Distribuição da População por Grupos Etários |
| -------------------------------------------- | -------------------------------------------- | -------------------------------------------- | -------------------------------------------- | -------------------------------------------- |
| Ano                                          | 0-14 Anos                                    | 15-24 Anos                                   | 25-64 Anos                                   | > 65 Anos                                    |
| 2001                                         | 21                                           | 29                                           | 94                                           | 95                                           |
| 2011                                         | 14                                           | 16                                           | 99                                           | 89                                           |
| 2021                                         | 20                                           | 7                                            | 85                                           | 69                                           |

## Património
- Igreja Paroquial de Ramela
- Capela da Senhora dos Remédios
- Capela de São Lourenço
- Capela de São Sebastião
- Capela da Senhora da Teixeira
- Cemitério da Ramela[5]
- Estelas medievais